# Тулуза (футбольний клуб, 1937)
«Тулуза» (фр. Toulouse Football Club) — французький футбольний клуб, що існував з 1937 по 1967 рік.

## Історія
У сезоні 1946/47 команда дебютувала в першому дивізіоні. Всього брала участь у 19-ти турнірах: 678 матчів, 269 перемог, 158 нічиїх, 251 поразка, різниця забитих і пропущених м'ячів 1072—1031. Найкраще місце — друге (1954/55). Найбільше матчів провів Гі Руссель (295), найкращий бомбардир — П'єр Дорсіні (89). Переможець другого дивізіону в сезоні 1952/53. Фіналіст кубка Шарля Драго (1952/53).
Найкращим в історії клубу став сезон 1956/57: «Тулуза» у фіналі кубка Франції здобула перемогу над «Анже» з рахунком 6:3. 
Рене Дерьоддр виступав у складі збірної Франції на чемпіонаті світу 1954 року. Едмон Барафф — резервний гравець на чемпіонаті світу 1966 року. Всього за національну збірну Франції виступало одинадцять спортсменів, які провели від одного до шести матчів. По одному гравцю «Тулузи» захищали кольори збірних Швеції і Фінляндії.
Учасник Кубку ярмарків 1966/67 — поразка за сумою двох матчів від румунського «Динамо» (Пітешть). Водночас чемпіонат «Тулуза» завершила на 17-й позиції і вилетіла до другого дивізіону. У міжсезоння керівництво команди вирішило об'єднатися зі столичним «Ред Старом».
1970 року в Тулузі був створений професіональний клуб з тією самою назвою, але його не вважають правонаступником цієї команди.

## Досягнення
- Володар кубка Франції (1): 1957
- Віце-чемпіон Франції (1): 1955